# Distrito histórico de MacFarlane Homestead
El Distrito histórico de MacFarlane Homestead (en inglés: MacFarlane Homestead Historic District) es un distrito histórico ubicado en Coral Gables, Florida. El Distrito histórico de MacFarlane Homestead se encuentra inscrito como un Distrito Histórico en el Registro Nacional de Lugares Históricos desde el 26 de mayo de 1994.  

## Ubicación
El Distrito histórico de MacFarlane Homestead se encuentra dentro del condado de Miami-Dade en las coordenadas 25°43′40″N 80°15′32″O / 25.727778, -80.258889.